# Stanley-Cup-Playoffs 1984
Die Playoffs um den Stanley Cup des Jahres 1984 begannen am 4. April 1984 und endeten am 19. Mai 1984 mit dem 4:1-Erfolg der Edmonton Oilers über die New York Islanders. Nachdem die Oilers im Vorjahr noch mit 0:4 unterlegen gewesen waren, entschieden sie die Neuauflage der letztjährigen Finalpaarung für sich und gewannen somit bei ihrer zweiten Endspielteilnahme ihren ersten Stanley Cup. Zugleich beendeten sie die Ära der Islanders, die zuvor vier Stanley-Cup-Erfolge in Serie feiern konnten und in dieser post-season mit der 19. in Folge gewonnenen Playoff-Serie einen bis heute gültigen Rekord aufstellten. Allerdings markieren die Playoffs 1984 auch die vorerst letzte Finalteilnahme der Islanders (Stand: Playoffs 2025). Edmonton hingegen begründete mit dem Sieg seine eigene Dynastie, in der das Team in den folgenden sieben Jahren fünf Titel gewinnen sollte. Außerdem stellten sie in ihrem Mannschaftskapitän Wayne Gretzky den Topscorer sowie in Mark Messier den mit der Conn Smythe Trophy ausgezeichneten Most Valuable Player der post-season.
Während die letzte Neuauflage eines Finals nur sechs Jahre zurücklag (1978: Montréal und Boston), dauerte es in der Folge 25 Jahre, bis ebendies erneut geschah (2009: Pittsburgh und Detroit).

## Modus
Nachdem sich aus jeder Division die vier punktbesten Teams qualifiziert haben, starten die im K.-o.-System ausgetragenen Playoffs. Dabei trifft der jeweilige Erste auf den Vierten und der Zweite auf den Dritten einer jeden Division, sodass in den ersten zwei Runden die Divisionssieger ausgespielt werden. Diese treten in der Folge im Conference-Finale um den Einzug ins Stanley-Cup-Finale an.
Die Serien der ersten Runde werden im Best-of-Five-, die Serien aller folgenden Runden im Best-of-Seven-Modus ausgespielt, das heißt, dass ein Team ab der zweiten Runde vier Siege zum Weiterkommen benötigt; in der ersten Runde drei. Das höher gesetzte Team hat dabei in den ersten beiden Spielen Heimrecht, die nächsten beiden das gegnerische Team. Sollte bis dahin kein Sieger aus der Runde hervorgegangen sein, wechselt das Heimrecht von Spiel zu Spiel. So hat die höher gesetzte Mannschaft in den Spielen 1, 2, 5 und 7, also vier der maximal sieben Spiele, einen Heimvorteil. In den Stanley-Cup-Finals der Playoffs 1984 und 1985 wurde von diesem 2-2-1-1-1-Modus allerdings abgewichen und stattdessen nach einem 2-3-2-Rhythmus gespielt. Der Sieger der Prince of Wales Conference wird mit der Prince of Wales Trophy ausgezeichnet und der Sieger der Campbell Conference mit der Clarence S. Campbell Bowl.
Bei Spielen, die nach der regulären Spielzeit von 60 Minuten unentschieden bleiben, folgt die Overtime. Sie endet durch das erste erzielte Tor (Sudden Death).

## Qualifizierte Teams
| Adams Division - (A1) Boston Bruins - (A2) Buffalo Sabres - (A3) Nordiques de Québec - (A4) Canadiens de Montréal Patrick Division - (P1) New York Islanders - (P2) Washington Capitals - (P3) Philadelphia Flyers - (P4) New York Rangers | Norris Division - (N1) Minnesota North Stars - (N2) St. Louis Blues - (N3) Detroit Red Wings - (N4) Chicago Black Hawks Smythe Division - (S1) Edmonton Oilers - (S2) Calgary Flames - (S3) Vancouver Canucks - (S4) Winnipeg Jets |

## Playoff-Baum
|  | Division-Halbfinale | Division-Halbfinale   | Division-Halbfinale |                     |                       | Division-Finale | Division-Finale              | Division-Finale |  |  | Conference-Finale | Conference-Finale | Conference-Finale |  |  | Stanley-Cup-Finale | Stanley-Cup-Finale | Stanley-Cup-Finale |
|  |                     |                       |                     |                     |                       |                 |                              |                 |  |  |                   |                   |                   |  |  |                    |                    |                    |
|  | A1                  | Boston Bruins         | 0                   |                     |                       |                 |                              |                 |  |  |                   |                   |                   |  |  |                    |                    |                    |
|  | A4                  | Canadiens de Montréal | 3                   |                     |                       |                 |                              |                 |  |  |                   |                   |                   |  |  |                    |                    |                    |
|  | A4                  | Canadiens de Montréal | 3                   | A4                  | Canadiens de Montréal | 4               |                              |                 |  |  |                   |                   |                   |  |  |                    |                    |                    |
|  |                     |                       |                     | A4                  | Canadiens de Montréal | 4               |                              |                 |  |  |                   |                   |                   |  |  |                    |                    |                    |
|  |                     |                       | A3                  | Nordiques de Québec | 2                     |                 |                              |                 |  |  |                   |                   |                   |  |  |                    |                    |                    |
|  | A2                  | Buffalo Sabres        | A3                  | Nordiques de Québec | 2                     | 0               |                              |                 |  |  |                   |                   |                   |  |  |                    |                    |                    |
|  | A2                  | Buffalo Sabres        |                     |                     |                       | 0               |                              |                 |  |  |                   |                   |                   |  |  |                    |                    |                    |
|  | A3                  | Nordiques de Québec   | 3                   |                     |                       |                 |                              |                 |  |  |                   |                   |                   |  |  |                    |                    |                    |
|  | A3                  | Nordiques de Québec   | 3                   | A4                  | Canadiens de Montréal | 2               |                              |                 |  |  |                   |                   |                   |  |  |                    |                    |                    |
|  |                     |                       |                     | A4                  | Canadiens de Montréal | 2               | Prince of Wales Conference   |                 |  |  |                   |                   |                   |  |  |                    |                    |                    |
|  |                     | P1                    | New York Islanders  | 4                   |                       |                 |                              |                 |  |  |                   |                   |                   |  |  |                    |                    |                    |
|  | P1                  | P1                    | New York Islanders  | 4                   | New York Islanders    | 3               |                              |                 |  |  |                   |                   |                   |  |  |                    |                    |                    |
|  | P1                  |                       |                     |                     | New York Islanders    | 3               |                              |                 |  |  |                   |                   |                   |  |  |                    |                    |                    |
|  | P4                  | New York Rangers      | 2                   |                     |                       |                 |                              |                 |  |  |                   |                   |                   |  |  |                    |                    |                    |
|  | P4                  | New York Rangers      | 2                   | P1                  | New York Islanders    | 4               |                              |                 |  |  |                   |                   |                   |  |  |                    |                    |                    |
|  |                     |                       |                     | P1                  | New York Islanders    | 4               |                              |                 |  |  |                   |                   |                   |  |  |                    |                    |                    |
|  |                     |                       | P2                  | Washington Capitals | 1                     |                 |                              |                 |  |  |                   |                   |                   |  |  |                    |                    |                    |
|  | P2                  | Washington Capitals   | P2                  | Washington Capitals | 1                     | 3               |                              |                 |  |  |                   |                   |                   |  |  |                    |                    |                    |
|  | P2                  | Washington Capitals   |                     |                     |                       |                 |                              |                 |  |  |                   |                   |                   |  |  |                    |                    |                    |
|  | P3                  | Philadelphia Flyers   | 0                   |                     |                       |                 |                              |                 |  |  |                   |                   |                   |  |  |                    |                    |                    |
|  | P3                  | Philadelphia Flyers   | 0                   | P1                  | New York Islanders    | 1               |                              |                 |  |  |                   |                   |                   |  |  |                    |                    |                    |
|  |                     |                       |                     |                     |                       |                 |                              |                 |  |  |                   |                   |                   |  |  |                    |                    |                    |
|  |                     | S1                    | Edmonton Oilers     | 4                   |                       |                 |                              |                 |  |  |                   |                   |                   |  |  |                    |                    |                    |
|  | N1                  | S1                    | Edmonton Oilers     | 4                   | Minnesota North Stars | 3               |                              |                 |  |  |                   |                   |                   |  |  |                    |                    |                    |
|  | N1                  |                       |                     |                     | Minnesota North Stars | 3               |                              |                 |  |  |                   |                   |                   |  |  |                    |                    |                    |
|  | N4                  | Chicago Black Hawks   | 2                   |                     |                       |                 |                              |                 |  |  |                   |                   |                   |  |  |                    |                    |                    |
|  | N4                  | Chicago Black Hawks   | 2                   | N1                  | Minnesota North Stars | 4               |                              |                 |  |  |                   |                   |                   |  |  |                    |                    |                    |
|  |                     |                       |                     | N1                  | Minnesota North Stars | 4               |                              |                 |  |  |                   |                   |                   |  |  |                    |                    |                    |
|  |                     |                       | N2                  | St. Louis Blues     | 3                     |                 |                              |                 |  |  |                   |                   |                   |  |  |                    |                    |                    |
|  | N2                  | St. Louis Blues       | N2                  | St. Louis Blues     | 3                     | 3               |                              |                 |  |  |                   |                   |                   |  |  |                    |                    |                    |
|  | N2                  | St. Louis Blues       |                     |                     |                       | 3               |                              |                 |  |  |                   |                   |                   |  |  |                    |                    |                    |
|  | N3                  | Detroit Red Wings     | 1                   |                     |                       |                 |                              |                 |  |  |                   |                   |                   |  |  |                    |                    |                    |
|  | N3                  | Detroit Red Wings     | 1                   | N1                  | Minnesota North Stars | 0               |                              |                 |  |  |                   |                   |                   |  |  |                    |                    |                    |
|  |                     |                       |                     | N1                  | Minnesota North Stars | 0               | Clarence Campbell Conference |                 |  |  |                   |                   |                   |  |  |                    |                    |                    |
|  |                     | S1                    | Edmonton Oilers     | 4                   |                       |                 |                              |                 |  |  |                   |                   |                   |  |  |                    |                    |                    |
|  | S1                  | S1                    | Edmonton Oilers     | 4                   | Edmonton Oilers       | 3               |                              |                 |  |  |                   |                   |                   |  |  |                    |                    |                    |
|  | S1                  |                       |                     |                     |                       |                 |                              |                 |  |  |                   |                   |                   |  |  |                    |                    |                    |
|  | S4                  | Winnipeg Jets         | 0                   |                     |                       |                 |                              |                 |  |  |                   |                   |                   |  |  |                    |                    |                    |
|  | S4                  | Winnipeg Jets         | 0                   | S1                  | Edmonton Oilers       | 4               |                              |                 |  |  |                   |                   |                   |  |  |                    |                    |                    |
|  |                     |                       |                     | S1                  | Edmonton Oilers       | 4               |                              |                 |  |  |                   |                   |                   |  |  |                    |                    |                    |
|  |                     |                       | S2                  | Calgary Flames      | 3                     |                 |                              |                 |  |  |                   |                   |                   |  |  |                    |                    |                    |
|  | S2                  | Calgary Flames        | S2                  | Calgary Flames      | 3                     | 3               |                              |                 |  |  |                   |                   |                   |  |  |                    |                    |                    |
|  | S2                  | Calgary Flames        |                     |                     |                       |                 |                              |                 |  |  |                   |                   |                   |  |  |                    |                    |                    |
|  | S3                  | Vancouver Canucks     | 1                   |                     |                       |                 |                              |                 |  |  |                   |                   |                   |  |  |                    |                    |                    |

## Division-Halbfinale

### Prince of Wales Conference

#### (A1) Boston Bruins – (A4) Canadiens de Montréal
| 4. April 1984 | Boston Bruins Tom Fergus (36:37) | 1:2 (0:0, 1:1, 0:1) Spielbericht Stand: 0:1 | Canadiens de Montréal Chris Chelios (30:12) Bobby Smith (54:01) | Boston Garden, Boston, Massachusetts Zuschauer: 14.146 |

| 5. April 1984 | Boston Bruins Tom Fergus (19:51) | 1:3 (1:2, 0:0, 0:1) Spielbericht Stand: 0:2 | Canadiens de Montréal Mario Tremblay (0:16) Mats Näslund (10:39) Guy Carbonneau (59:04) | Boston Garden, Boston, Massachusetts Zuschauer: 14.451 |

| 7. April 1984 | Canadiens de Montréal Mario Tremblay (0:46) Pierre Mondou (3:21) Bob Gainey (28:55) Mario Tremblay (29:06) Mike McPhee (33:55) | 5:0 (2:0, 3:0, 0:0) Spielbericht Stand: 3:0 | Boston Bruins | Forum de Montréal, Montréal, Québec Zuschauer: 18.097 |

#### (A2) Buffalo Sabres – (A3) Nordiques de Québec
| 4. April 1984 | Buffalo Sabres Lindy Ruff (16:32) John Tucker (26:30) | 2:3 (1:0, 1:3, 0:0) Spielbericht Stand: 0:1 | Nordiques de Québec Normand Rochefort (25:13) Bo Berglund (35:03) Marián Šťastný (35:49) | Buffalo Memorial Auditorium, Buffalo, New York Zuschauer: 16.000 |

| 5. April 1984 | Buffalo Sabres Mike Foligno (27:35) Sean McKenna (27:49) | 2:6 (0:2, 2:3, 0:1) Spielbericht Stand: 0:2 | Nordiques de Québec Dale Hunter (4:04) Michel Goulet (14:16) André Savard (23:47) Marián Šťastný (26:21) Dale Hunter (33:05) Wilf Paiement (57:08) | Buffalo Memorial Auditorium, Buffalo, New York Zuschauer: 15.730 |

| 7. April 1984 | Nordiques de Québec Mario Marois (3:25) Jean-François Sauvé (18:45) Peter Šťastný (21:28) André Savard (39:15) | 4:1 (2:1, 2:0, 0:0) Spielbericht Stand: 3:0 | Buffalo Sabres Mike Foligno (9:14) | Colisée de Québec, Québec City, Québec Zuschauer: 15.334 |

#### (P1) New York Islanders – (P4) New York Rangers
| 4. April 1984 | New York Islanders Pat Flatley (36:20) Bob Bourne (37:13) Greg Gilbert (42:12) Pat LaFontaine (43:28) | 4:1 (0:1, 2:0, 2:0) Spielbericht Stand: 1:0 | New York Rangers Jan Erixon (2:49) | Nassau Veterans Memorial Coliseum, Uniondale, New York Zuschauer: 15.850 |

| 5. April 1984 | New York Islanders | 0:3 (0:1, 0:1, 0:1) Spielbericht Stand: 1:1 | New York Rangers Reijo Ruotsalainen (5:08) Peter Sundström (24:02) Mark Pavelich (46:06) | Nassau Veterans Memorial Coliseum, Uniondale, New York Zuschauer: 15.850 |

| 7. April 1984 | New York Rangers Mark Pavelich (5:28) Pierre Larouche (19:32) Jan Erixon (22:05) Pierre Larouche (25:41) Barry Beck (29:59) Willie Huber (35:33) Anders Hedberg (44:57) | 7:2 (2:0, 4:1, 1:1) Spielbericht Stand: 2:1 | New York Islanders Duane Sutter (37:30) Clark Gillies (46:13) | Madison Square Garden, New York City, New York Zuschauer: 17.371 |

| 8. April 1984 | New York Rangers Pierre Larouche (25:26) | 1:4 (0:0, 1:0, 0:4) Spielbericht Stand: 2:2 | New York Islanders John Tonelli (40:49) Brent Sutter (51:04) Clark Gillies (57:41) Bryan Trottier (59:46) | Madison Square Garden, New York City, New York Zuschauer: 17.371 |

| 10. April 1984 | New York Islanders Mike Bossy (19:49) Tomas Jonsson (47:56) Ken Morrow (68:56) | 3:2 n. V. (1:1, 0:0, 1:1, 1:0) Spielbericht Stand: 3:2 | New York Rangers Ron Greschner (12:06) Don Maloney (59:21) | Nassau Veterans Memorial Coliseum, Uniondale, New York Zuschauer: 15.850 |

#### (P2) Washington Capitals – (P3) Philadelphia Flyers
| 4. April 1984 | Washington Capitals Craig Laughlin (13:57) Bryan Erickson (29:32) Gaétan Duchesne (47:37) Mike Gartner (50:16) | 4:2 (1:1, 1:1, 2:0) Spielbericht Stand: 1:0 | Philadelphia Flyers Bobby Clarke (5:21) Ilkka Sinisalo (24:51) | Capital Centre, Landover, Maryland Zuschauer: 18.130 |

| 5. April 1984 | Washington Capitals Mike Gartner (15:28) Alan Haworth (24:55) Craig Laughlin (42:53) Dave Christian (43:25) Bryan Erickson (52:01) Doug Jarvis (58:29) | 6:2 (1:2, 1:0, 4:0) Spielbericht Stand: 2:0 | Philadelphia Flyers Brad Marsh (14:05) Bobby Clarke (17:21) | Capital Centre, Landover, Maryland Zuschauer: 18.130 |

| 7. April 1984 | Philadelphia Flyers Ilkka Sinisalo (46:40) | 1:5 (0:2, 0:3, 1:0) Spielbericht Stand: 0:3 | Washington Capitals Glen Currie (8:47) Craig Laughlin (17:57) Gary Sampson (21:52) Dave Christian (37:08) Gaétan Duchesne (38:43) | The Spectrum, Philadelphia, Pennsylvania Zuschauer: 17.191 |

### Clarence Campbell Conference

#### (N1) Minnesota North Stars – (N4) Chicago Black Hawks
| 4. April 1984 | Minnesota North Stars Lars Lindgren (25:58) | 1:3 (0:0, 1:0, 0:3) Spielbericht Stand: 0:1 | Chicago Black Hawks Al Secord (41:09) Al Secord (51:25) Bob Murray (59:56) | Met Center, Bloomington, Minnesota Zuschauer: 14.366 |

| 5. April 1984 | Minnesota North Stars Gordie Roberts (13:02) Curt Giles (16:41) Keith Acton (32:53) Al MacAdam (45:53) Willi Plett (49:47) Neal Broten (52:30) | 6:5 (2:0, 1:3, 3:2) Spielbericht Stand: 1:1 | Chicago Black Hawks Jeff Larmer (20:42) Steve Larmer (25:21) Rick Paterson (27:48) Denis Savard (50:53) Darryl Sutter (56:01) | Met Center, Bloomington, Minnesota Zuschauer: 15.206 |

| 7. April 1984 | Chicago Black Hawks Bob Murray (30:28) | 1:4 (0:2, 1:1, 0:1) Spielbericht Stand: 1:2 | Minnesota North Stars Lars Lindgren (8:20) Keith Acton (16:23) Brent Ashton (25:38) George Ferguson (44:36) | Chicago Stadium, Chicago, Illinois Zuschauer: 17.371 |

| 8. April 1984 | Chicago Black Hawks Steve Larmer (14:14) Tom Lysiak (30:02) Al Secord (52:52) Troy Murray (54:09) | 4:3 (1:1, 1:1, 2:1) Spielbericht Stand: 2:2 | Minnesota North Stars Dino Ciccarelli (13:06) Gordie Roberts (34:39) Brad Maxwell (42:21) | Chicago Stadium, Chicago, Illinois Zuschauer: 16.478 |

| 10. April 1984 | Minnesota North Stars Dennis Maruk (2:50) George Ferguson (11:52) Dino Ciccarelli (34:59) Dennis Maruk (59:36) | 4:1 (2:0, 1:1, 1:0) Spielbericht Stand: 3:2 | Chicago Black Hawks Bob Murray (20:53) | Met Center, Bloomington, Minnesota Zuschauer: 15.764 |

#### (N2) St. Louis Blues – (N3) Detroit Red Wings
| 4. April 1984 | St. Louis Blues Jörgen Pettersson (34:32) Mark Reeds (46:34) Rob Ramage (49:00) | 3:2 (0:0, 1:0, 2:2) Spielbericht Stand: 1:0 | Detroit Red Wings Kelly Kisio (52:10) Ron Duguay (58:47) | St. Louis Arena, St. Louis, Missouri Zuschauer: 12.646 |

| 5. April 1984 | St. Louis Blues Gilbert Delorme (3:13) Jörgen Pettersson (4:01) Doug Gilmour (47:51) | 3:5 (2:0, 0:2, 1:3) Spielbericht Stand: 1:1 | Detroit Red Wings Danny Gare (21:53) Greg Smith (35:51) Randy Ladouceur (44:57) Steve Yzerman (48:43) Danny Gare (59:26) | St. Louis Arena, St. Louis, Missouri Zuschauer: 13.426 |

| 7. April 1984 | Detroit Red Wings Steve Yzerman (4:32) Reed Larson (9:43) Steve Yzerman (29:23) | 3:4 n. V. (2:2, 1:1, 0:0, 0:0, 0:1) Spielbericht Stand: 1:2 | St. Louis Blues Perry Ganchar (8:29) Doug Wickenheiser (18:06) Bernie Federko (20:13) Mark Reeds (97:07) | Joe Louis Arena, Detroit, Michigan Zuschauer: 20.080 |

| 8. April 1984 | Detroit Red Wings Reed Larson (23:48) Ron Duguay (39:49) | 2:3 n. V. (0:1, 2:1, 0:0, 0:1) Spielbericht Stand: 1:3 | St. Louis Blues Jörgen Pettersson (9:39) Jörgen Pettersson (25:56) Jörgen Pettersson (62:42) | Joe Louis Arena, Detroit, Michigan Zuschauer: 19.742 |

#### (S1) Edmonton Oilers – (S4) Winnipeg Jets
| 4. April 1984 | Edmonton Oilers Jari Kurri (0:40) Randy Gregg (7:18) Paul Coffey (14:35) Dave Hunter (16:20) Paul Coffey (18:21) Ken Linseman (27:24) Jari Kurri (45:00) Jari Kurri (49:28) Ken Linseman (58:41) | 9:2 (5:1, 1:0, 3:1) Spielbericht Stand: 1:0 | Winnipeg Jets Paul MacLean (17:34) Dave Babych (51:57) | Northlands Coliseum, Edmonton, Alberta Zuschauer: 17.197 |

| 5. April 1984 | Edmonton Oilers Wayne Gretzky (12:44) Dave Semenko (23:14) Glenn Anderson (51:12) Raimo Summanen (52:58) Randy Gregg (60:21) | 5:4 n. V. (1:2, 1:1, 2:1, 1:0) Spielbericht Stand: 2:0 | Winnipeg Jets Dale Hawerchuk (2:32) Tim Watters (13:18) Moe Mantha (24:53) Andrew McBain (45:55) | Northlands Coliseum, Edmonton, Alberta Zuschauer: 17.390 |

| 7. April 1984 | Winnipeg Jets Andrew McBain (31:29) | 1:4 (0:1, 1:1, 0:2) Spielbericht Stand: 0:3 | Edmonton Oilers Jari Kurri (15:55) Dave Semenko (38:56) Mark Messier (41:57) Charlie Huddy (50:45) | Winnipeg Arena, Winnipeg, Manitoba Zuschauer: 12.497 |

#### (S2) Calgary Flames – (S3) Vancouver Canucks
| 4. April 1984 | Calgary Flames Colin Patterson (23:59) Mike Eaves (28:24) Steve Bozek (35:14) Håkan Loob (49:18) Doug Risebrough (59:23) | 5:3 (0:1, 3:0, 2:2) Spielbericht Stand: 1:0 | Vancouver Canucks Jere Gillis (10:31) Stan Smyl (43:04) Tony Tanti (44:59) | Olympic Saddledome, Calgary, Alberta Zuschauer: 16.764 |

| 5. April 1984 | Calgary Flames Jim Peplinski (30:06) Mike Eaves (31:09) Al MacInnis (46:40) Doug Risebrough (59:52) | 4:2 (0:0, 2:1, 2:1) Spielbericht Stand: 2:0 | Vancouver Canucks Tiger Williams (29:32) Jere Gillis (51:02) | Olympic Saddledome, Calgary, Alberta Zuschauer: 16.706 |

| 7. April 1984 | Vancouver Canucks Neil Belland (16:20) Doug Halward (17:19) Doug Halward (19:33) Ron Delorme (27:49) Cam Neely (29:13) Doug Halward (50:46) Cam Neely (53:02) | 7:0 (3:0, 2:0, 2:0) Spielbericht Stand: 1:2 | Calgary Flames | Pacific Coliseum, Vancouver, British Columbia Zuschauer: 12.784 |

| 8. April 1984 | Vancouver Canucks Stan Smyl (52:18) | 1:5 (0:3, 0:1, 1:1) Spielbericht Stand: 1:3 | Calgary Flames Paul Reinhart (9:07) Håkan Loob (10:37) Jim Jackson (19:14) Paul Reinhart (32:41) Paul Reinhart (42:37) | Pacific Coliseum, Vancouver, British Columbia |

## Division-Finale

### Prince of Wales Conference

#### (A3) Nordiques de Québec – (A4) Canadiens de Montréal
| 12. April 1984 | Nordiques de Québec Marián Šťastný (2:22) Jean-François Sauvé (14:06) Blake Wesley (37:54) Louis Sleigher (47:19) | 4:2 (2:2, 1:0, 1:0) Spielbericht Stand: 1:0 | Canadiens de Montréal Chris Nilan (1:53) Mark Hunter (9:00) | Colisée de Québec, Québec City, Québec Zuschauer: 15.380 |

| 13. April 1984 | Nordiques de Québec Anton Šťastný (40:36) | 1:4 (0:0, 0:1, 1:3) Spielbericht Stand: 1:1 | Canadiens de Montréal Pierre Mondou (29:41) Mats Näslund (46:00) Steve Shutt (48:52) Perry Turnbull (57:30) | Colisée de Québec, Québec City, Québec Zuschauer: 15.387 |

| 15. April 1984 | Canadiens de Montréal Bobby Smith (0:59) Ryan Walter (26:15) | 2:1 (1:1, 1:0, 0:0) Spielbericht Stand: 2:1 | Nordiques de Québec Pat Price (8:53) | Forum de Montréal, Montréal, Québec Zuschauer: 18.076 |

| 16. April 1984 | Canadiens de Montréal Ryan Walter (14:45) Guy Carbonneau (19:50) Mario Tremblay (37:31) | 3:4 n. V. (2:0, 1:2, 0:1, 0:1) Spielbericht Stand: 2:2 | Nordiques de Québec Wilf Paiement (33:36) André Savard (38:51) Randy Moller (51:23) Bo Berglund (63:00) | Forum de Montréal, Montréal, Québec Zuschauer: 17.276 |

| 18. April 1984 | Nordiques de Québec | 0:4 (0:0, 0:1, 0:3) Spielbericht Stand: 2:3 | Canadiens de Montréal Pierre Mondou (27:56) Mario Tremblay (44:16) Steve Shutt (45:36) Mats Näslund (47:04) | Colisée de Québec, Québec City, Québec Zuschauer: 15.382 |

| 20. April 1984 | Canadiens de Montréal Steve Shutt (46:23) Steve Shutt (49:11) Rick Green (52:14) John Chabot (53:27) Guy Carbonneau (54:25) | 5:3 (0:1, 0:0, 5:2) Spielbericht Stand: 4:2 | Nordiques de Québec Peter Šťastný (5:12) Michel Goulet (42:02) Wilf Paiement (56:51) | Forum de Montréal, Montréal, Québec Zuschauer: 17.276 |

#### (P1) New York Islanders – (P2) Washington Capitals
| 12. April 1984 | New York Islanders Pat Flatley (4:34) Mike Bossy (27:46) | 2:3 (1:0, 1:1, 0:2) Spielbericht Stand: 0:1 | Washington Capitals Alan Haworth (29:21) Dave Christian (46:13) Craig Laughlin (58:52) | Nassau Veterans Memorial Coliseum, Uniondale, New York Zuschauer: 15.592 |

| 13. April 1984 | New York Islanders Butch Goring (4:43) Bryan Trottier (5:51) Pat Flatley (9:49) Mike Bossy (13:39) Anders Kallur (67:35) | 5:4 n. V. (4:2, 0:1, 0:1, 1:0) Spielbericht Stand: 1:1 | Washington Capitals Bengt-Åke Gustafsson (11:02) Bengt-Åke Gustafsson (11:52) Scott Stevens (26:21) Mike Gartner (51:50) | Nassau Veterans Memorial Coliseum, Uniondale, New York Zuschauer: 15.712 |

| 15. April 1984 | Washington Capitals Alan Haworth (25:05) | 1:3 (0:0, 1:1, 0:2) Spielbericht Stand: 1:2 | New York Islanders Pat Flatley (37:12) Brent Sutter (54:28) Bryan Trottier (59:36) | Capital Centre, Landover, Maryland Zuschauer: 18.130 |

| 16. April 1984 | Washington Capitals Bobby Carpenter (45:05) Dave Christian (45:39) | 2:5 (0:1, 0:2, 2:2) Spielbericht Stand: 1:3 | New York Islanders Bryan Trottier (19:22) Clark Gillies (25:33) Paul Boutilier (31:35) Clark Gillies (56:18) Mike Bossy (59:01) | Capital Centre, Landover, Maryland Zuschauer: 18.130 |

| 18. April 1984 | New York Islanders Bryan Trottier (21:18) Pat Flatley (29:16) Anders Kallur (30:21) Pat Flatley (36:57) Greg Gilbert (58:17) | 5:3 (0:2, 4:1, 1:0) Spielbericht Stand: 4:1 | Washington Capitals Doug Jarvis (11:21) Dave Christian (16:03) Bobby Carpenter (39:37) | Nassau Veterans Memorial Coliseum, Uniondale, New York Zuschauer: 15.861 |

### Clarence Campbell Conference

#### (N1) Minnesota North Stars – (N2) St. Louis Blues
| 12. April 1984 | Minnesota North Stars Mark Napier (32:12) Dino Ciccarelli (48:23) | 2:1 (0:0, 1:0, 1:1) Spielbericht Stand: 1:0 | St. Louis Blues Pat Hickey (46:07) | Met Center, Bloomington, Minnesota Zuschauer: 13.615 |

| 13. April 1984 | Minnesota North Stars Dennis Maruk (26:58) Craig Levie (37:18) Willi Plett (37:47) | 3:4 n. V. (0:0, 3:1, 0:2, 0:1) Spielbericht Stand: 1:1 | St. Louis Blues Perry Ganchar (32:33) Jörgen Pettersson (44:21) Joe Mullen (47:30) Doug Gilmour (76:16) | Met Center, Bloomington, Minnesota Zuschauer: 15.588 |

| 15. April 1984 | St. Louis Blues Dave Pichette (36:27) Doug Wickenheiser (53:22) Bernie Federko (54:05) | 3:1 (0:0, 1:0, 2:1) Spielbericht Stand: 2:1 | Minnesota North Stars Dennis Maruk (57:35) | St. Louis Arena, St. Louis, Missouri Zuschauer: 18.876 |

| 16. April 1984 | St. Louis Blues Greg Paslawski (6:08) Bernie Federko (33:58) | 2:3 (1:2, 1:1, 0:0) Spielbericht Stand: 2:2 | Minnesota North Stars Keith Acton (0:39) Brian Bellows (16:54) Tom McCarthy (28:01) | St. Louis Arena, St. Louis, Missouri Zuschauer: 17.023 |

| 18. April 1984 | Minnesota North Stars Steve Payne (10:50) Craig Levie (18:40) Keith Acton (35:27) Dennis Maruk (52:00) Willi Plett (52:26) Neal Broten (54:03) | 6:0 (2:0, 1:0, 3:0) Spielbericht Stand: 3:2 | St. Louis Blues | Met Center, Bloomington, Minnesota Zuschauer: 15.423 |

| 20. April 1984 | St. Louis Blues Bernie Federko (11:21) Joe Mullen (24:42) Wayne Babych (49:28) Perry Ganchar (51:18) | 4:0 (1:0, 1:0, 2:0) Spielbericht Stand: 3:3 | Minnesota North Stars | St. Louis Arena, St. Louis, Missouri Zuschauer: 16.411 |

| 22. April 1984 | Minnesota North Stars Willi Plett (11:28) Gordie Roberts (41:34) Willi Plett (54:21) Steve Payne (66:00) | 4:3 n. V. (1:1, 0:0, 2:2, 1:0) Spielbericht Stand: 4:3 | St. Louis Blues Brian Sutter (15:05) Jörgen Pettersson (48:52) Mark Reeds (54:06) | Met Center, Bloomington, Minnesota Zuschauer: 15.603 |

#### (S1) Edmonton Oilers – (S2) Calgary Flames
| 12. April 1984 | Edmonton Oilers Jari Kurri (19:28) Ken Linseman (28:47) Wayne Gretzky (31:04) Kevin Lowe (46:29) Wayne Gretzky (59:14) | 5:2 (1:1, 2:1, 2:0) Spielbericht Stand: 1:0 | Calgary Flames Mike Eaves (7:56) Lanny McDonald (35:08) | Northlands Coliseum, Edmonton, Alberta Zuschauer: 17.498 |

| 13. April 1984 | Edmonton Oilers Kevin McClelland (16:46) Paul Coffey (23:51) Kevin Lowe (24:59) Dave Hunter (31:08) Wayne Gretzky (59:15) | 5:6 n. V. (1:1, 3:1, 1:3, 0:1) Spielbericht Stand: 1:1 | Calgary Flames Dan Quinn (1:50) Ed Beers (38:38) Richard Kromm (43:04) Carey Wilson (53:07) Steve Bozek (58:27) Carey Wilson (63:42) | Northlands Coliseum, Edmonton, Alberta Zuschauer: 17.498 |

| 15. April 1984 | Calgary Flames Paul Reinhart (21:45) Lanny McDonald (45:43) | 2:3 (0:0, 1:2, 1:1) Spielbericht Stand: 1:2 | Edmonton Oilers Paul Coffey (22:21) Paul Coffey (29:39) Jaroslav Pouzar (43:13) | Olympic Saddledome, Calgary, Alberta Zuschauer: 16.706 |

| 16. April 1984 | Calgary Flames Ed Beers (33:22) Paul Reinhart (35:00) Lanny McDonald (42:43) | 3:5 (0:1, 2:2, 1:2) Spielbericht Stand: 1:3 | Edmonton Oilers Dave Hunter (11:02) Willy Lindström (26:25) Jari Kurri (35:44) Mark Messier (40:09) Dave Hunter (59:30) | Olympic Saddledome, Calgary, Alberta Zuschauer: 16.784 |

| 18. April 1984 | Edmonton Oilers Willy Lindström (13:52) Glenn Anderson (23:45) Mark Messier (39:24) Willy Lindström (50:20) | 4:5 (1:3, 2:2, 1:0) Spielbericht Stand: 3:2 | Calgary Flames Jamie Macoun (4:23) Dan Quinn (15:33) Jim Peplinski (17:44) Lanny McDonald (20:46) Mike Eaves (29:22) | Northlands Coliseum, Edmonton, Alberta Zuschauer: 17.498 |

| 20. April 1984 | Calgary Flames Lanny McDonald (3:07) Jim Peplinski (11:05) Dan Quinn (21:21) Paul Reinhart (32:51) Lanny McDonald (61:04) | 5:4 n. V. (2:2, 2:1, 0:1, 1:0) Spielbericht Stand: 3:3 | Edmonton Oilers Ken Linseman (7:11) Glenn Anderson (12:24) Dave Semenko (24:56) Mark Messier (46:53) | Olympic Saddledome, Calgary, Alberta Zuschauer: 16.764 |

| 22. April 1984 | Edmonton Oilers Lee Fogolin (9:03) Wayne Gretzky (9:23) Jari Kurri (21:15) Glenn Anderson (33:50) Ken Linseman (34:48) Jari Kurri (38:00) Pat Hughes (40:33) | 7:4 (2:2, 4:2, 1:0) Spielbericht Stand: 4:3 | Calgary Flames Carey Wilson (10:03) Steve Bozek (16:56) Steve Konroyd (26:43) Al MacInnis (30:15) | Northlands Coliseum, Edmonton, Alberta Zuschauer: 17.489 |

## Conference-Finale

### Prince of Wales Conference

#### (A4) Canadiens de Montréal – (P1) New York Islanders
| 24. April 1984 | Canadiens de Montréal Guy Carbonneau (17:41) Mats Näslund (41:46) Steve Shutt (47:45) | 3:0 (1:0, 0:0, 2:0) Spielbericht Stand: 1:0 | New York Islanders | Forum de Montréal, Montréal, Québec Zuschauer: 16.904 |

| 26. April 1984 | Canadiens de Montréal Pierre Mondou (7:46) Steve Shutt (26:18) Mats Näslund (31:24) Mats Näslund (59:28) | 4:2 (1:1, 2:1, 1:0) Spielbericht Stand: 2:0 | New York Islanders Clark Gillies (11:58) Denis Potvin (37:07) | Forum de Montréal, Montréal, Québec Zuschauer: 17.836 |

| 28. April 1984 | New York Islanders Tomas Jonsson (7:35) Greg Gilbert (7:48) Mike Bossy (21:26) Clark Gillies (26:01) Greg Gilbert (28:24) | 5:2 (2:0, 3:1, 0:1) Spielbericht Stand: 1:2 | Canadiens de Montréal Pierre Mondou (37:23) Mark Hunter (43:32) | Nassau Veterans Memorial Coliseum, Uniondale, New York Zuschauer: 15.861 |

| 1. Mai 1984 | New York Islanders Tomas Jonsson (4:18) Mike Bossy (36:40) Gord Dineen (42:24) | 3:1 (1:1, 1:0, 1:0) Spielbericht Stand: 2:2 | Canadiens de Montréal Steve Shutt (12:31) | Nassau Veterans Memorial Coliseum, Uniondale, New York Zuschauer: 15.861 |

| 3. Mai 1984 | Canadiens de Montréal Pierre Mondou (52:39) | 1:3 (0:2, 0:0, 1:1) Spielbericht Stand: 2:3 | New York Islanders Bryan Trottier (3:55) Brent Sutter (9:36) Pat Flatley (55:21) | Forum de Montréal, Montréal, Québec Zuschauer: 18.095 |

| 5. Mai 1984 | New York Islanders Clark Gillies (4:51) Mike Bossy (7:22) Pat Flatley (40:30) Mike Bossy (55:36) | 4:1 (2:0, 0:0, 2:1) Spielbericht Stand: 4:2 | Canadiens de Montréal Mario Tremblay (42:47) | Nassau Veterans Memorial Coliseum, Uniondale, New York Zuschauer: 15.861 |

### Clarence Campbell Conference

#### (S1) Edmonton Oilers – (N1) Minnesota North Stars
| 24. April 1984 | Edmonton Oilers Dave Semenko (1:32) Wayne Gretzky (16:41) Pat Hughes (37:22) Jari Kurri (38:01) Kevin McClelland (40:13) Dave Hunter (50:26) Jari Kurri (52:39) | 7:1 (2:0, 2:1, 3:0) Spielbericht Stand: 1:0 | Minnesota North Stars Steve Payne (39:36) | Northlands Coliseum, Edmonton, Alberta Zuschauer: 17.498 |

| 26. April 1984 | Edmonton Oilers Ken Linseman (13:53) Ken Linseman (16:12) Jari Kurri (28:03) Wayne Gretzky (46:01) | 4:3 (2:0, 1:3, 1:0) Spielbericht Stand: 2:0 | Minnesota North Stars Neal Broten (20:11) Willi Plett (22:37) Brian Bellows (30:30) | Northlands Coliseum, Edmonton, Alberta Zuschauer: 17.498 |

| 28. April 1984 | Minnesota North Stars Brad Maxwell (24:09) Mark Napier (28:48) Mark Napier (30:22) Neal Broten (32:04) Neal Broten (32:36) | 5:8 (0:2, 5:1, 0:5) Spielbericht Stand: 0:3 | Edmonton Oilers Dave Lumley (10:30) Wayne Gretzky (12:28) Paul Coffey (34:00) Jari Kurri (44:58) Glenn Anderson (46:06) Ken Linseman (47:05) Mark Messier (50:10) Wayne Gretzky (50:42) | Met Center, Bloomington, Minnesota Zuschauer: 15.794 |

| 1. Mai 1984 | Minnesota North Stars Dino Ciccarelli (50:35) | 1:3 (0:0, 0:1, 1:2) Spielbericht Stand: 0:4 | Edmonton Oilers Don Jackson (24:58) Ken Linseman (47:38) Jari Kurri (59:11) | Met Center, Bloomington, Minnesota Zuschauer: 15.507 |

## Stanley-Cup-Finale

### (P1) New York Islanders – (S1) Edmonton Oilers
| 10. Mai 1984 | New York Islanders | 0:1 (0:0, 0:0, 0:1) Spielbericht Stand: 0:1 | Edmonton Oilers Kevin McClelland (41:55) | Nassau Veterans Memorial Coliseum, Uniondale, New York Zuschauer: 15.861 |

| 12. Mai 1984 | New York Islanders Bryan Trottier (0:53) Greg Gilbert (5:48) Clark Gillies (18:31) Bryan Trottier (24:52) Clark Gillies (36:48) Clark Gillies (57:04) | 6:1 (3:1, 2:0, 1:0) Spielbericht Stand: 1:1 | Edmonton Oilers Randy Gregg (15:06) | Nassau Veterans Memorial Coliseum, Uniondale, New York Zuschauer: 15.861 |

| 15. Mai 1984 | Edmonton Oilers Kevin Lowe (13:49) Mark Messier (28:38) Glenn Anderson (39:12) Paul Coffey (39:29) Mark Messier (45:32) Kevin McClelland (45:52) Dave Semenko (49:41) | 7:2 (1:1, 3:1, 3:0) Spielbericht Stand: 2:1 | New York Islanders Clark Gillies (1:32) Clark Gillies (22:54) | Northlands Coliseum, Edmonton, Alberta Zuschauer: 17.498 |

| 17. Mai 1984 | Edmonton Oilers Wayne Gretzky (1:53) Willy Lindström (3:22) Mark Messier (17:54) Willy Lindström (25:21) Pat Conacher (26:58) Paul Coffey (30:52) Wayne Gretzky (54:01) | 7:2 (3:1, 3:1, 1:0) Spielbericht Stand: 3:1 | New York Islanders Brent Sutter (14:03) Pat Flatley (39:44) | Northlands Coliseum, Edmonton, Alberta Zuschauer: 17.498 |

| 19. Mai 1984 | Edmonton Oilers Wayne Gretzky (12:08) Wayne Gretzky (17:26) Ken Linseman (20:38) Jari Kurri (24:59) Dave Lumley (59:47) | 5:2 (2:0, 2:0, 1:2) Spielbericht Stand: 4:1 | New York Islanders Pat LaFontaine (40:13) Pat LaFontaine (40:35) | Northlands Coliseum, Edmonton, Alberta Zuschauer: 17.498 |

### Stanley-Cup-Sieger
| Stanley-Cup-Sieger Edmonton Oilers | Torhüter: Grant Fuhr, Andy Moog Verteidiger: Paul Coffey, Lee Fogolin, Randy Gregg, Charlie Huddy, Don Jackson, Kevin Lowe Angreifer: Glenn Anderson, Pat Conacher, Wayne Gretzky (C), Pat Hughes, Dave Hunter, Jari Kurri, Willy Lindström, Ken Linseman, Dave Lumley, Kevin McClelland, Mark Messier, Jaroslav Pouzar, Dave Semenko Cheftrainer: Glen Sather General Manager: Glen Sather |

## Beste Scorer
Abkürzungen: GP = Spiele, G = Tore, A = Assists, Pts = Punkte, +/− = Plus/Minus, PIM = Strafminuten; Fett: Bestwert
| Spieler        | Team         | GP | G  | A  | Pts | +/− | PIM |
| -------------- | ------------ | -- | -- | -- | --- | --- | --- |
| Wayne Gretzky  | Edmonton     | 19 | 13 | 22 | 35  | +18 | 12  |
| Jari Kurri     | Edmonton     | 19 | 14 | 14 | 28  | +9  | 13  |
| Mark Messier   | Edmonton     | 19 | 8  | 18 | 26  | +9  | 19  |
| Paul Coffey    | Edmonton     | 19 | 8  | 14 | 22  | +18 | 21  |
| Clark Gillies  | NY Islanders | 21 | 12 | 7  | 19  | +2  | 19  |
| Mike Bossy     | NY Islanders | 21 | 8  | 10 | 18  | +5  | 4   |
| Paul Reinhart  | Calgary      | 11 | 6  | 11 | 17  | +9  | 2   |
| Glenn Anderson | Edmonton     | 19 | 6  | 11 | 17  | +6  | 33  |
| Pat Flatley    | NY Islanders | 21 | 9  | 6  | 15  | +7  | 14  |
| Ken Linseman   | Edmonton     | 19 | 10 | 4  | 14  | +7  | 65  |

Charlie Huddy von den Edmonton Oilers erreichte ebenfalls eine Plus/Minus-Statistik von +18.

## Beste Torhüter
Die kombinierte Tabelle zeigt die jeweils drei besten Torhüter in den Kategorien Gegentorschnitt und Fangquote sowie die jeweils Führenden in den Kategorien Shutouts und Siege.
Abkürzungen: GP = Spiele, Min = Eiszeit (in Minuten), W = Siege, L = Niederlagen, GA = Gegentore, SO = Shutouts, Sv% = gehaltene Schüsse (in %), GAA = Gegentorschnitt; Fett: Bestwert; Sortiert nach Gegentorschnitt.
 Erfasst werden nur Torhüter mit 180 absolvierten Spielminuten.
| Spieler      | Team         | GP | Min     | W  | L | GA | SO | Sv%  | GAA  |
| ------------ | ------------ | -- | ------- | -- | - | -- | -- | ---- | ---- |
| Steve Penney | Montréal     | 15 | 870:31  | 9  | 6 | 32 | 3  | 91,0 | 2,21 |
| Greg Stefan  | Detroit      | 3  | 208:03  | 1  | 2 | 8  | 0  | 90,7 | 2,31 |
| Pat Riggin   | Washington   | 5  | 229:41  | 1  | 3 | 9  | 0  | 88,7 | 2,35 |
| Mike Liut    | St. Louis    | 11 | 712:32  | 6  | 5 | 29 | 1  | 92,0 | 2,44 |
| Glen Hanlon  | NY Islanders | 5  | 229:41  | 2  | 3 | 13 | 1  | 92,2 | 2,53 |
| Billy Smith  | NY Islanders | 21 | 1188:11 | 12 | 8 | 54 | 0  | 90,5 | 2,73 |
| Grant Fuhr   | Edmonton     | 16 | 883:44  | 11 | 4 | 44 | 1  | 91,1 | 2,99 |